# Skupina za filogenijo kritosemenk
Skupina za filogenijo kritosemenk (v izvirniku Angiosperm Phylogeny Group, okrajšano APG) je neformalna mednarodna skupina sistematskih botanikov, ki skrbijo za izdelavo in posodabljanje taksonomije kritosemenk, pri čemer spoznanja temeljijo na filogenetskih študijah in evolucijskih odnosih med taksoni.
Do sedaj so izšle štiri različice sistema APG; prva leta 1998, druga 2003, tretja 2009 in zadnja, četrta leta 2016.

## Načela sistema APG
Skupina APG je bistvena načela za klasificiranje kritosemenk podala že v prvi študiji iz leta 1998, pravila pa so še vedno aktualna. Med pomembnejša spadajo naslednja:
- Linnejev sistem redov in družin je še vedno v uporabi. Družine imajo ključno vlogo v sistematiki kritosemenk, pa tudi redovi so uporabni pri raziskovanju sorodstvenih odnosov med družinami.[2]
- Vse skupine morajo biti monofiletske (tj. vsebovati vse potomce skupnega prednika). Prav parafiletskost in polifiletskost nekaterih tradicionalnih sistemov sta velik problem, zaradi česar tovrstne klasifikacijske sheme niso več sprejemljive.[2]
- Pri obsegu redov in družin so postavljene določene meje, ki pa vselej upoštevajo monofilijo. Koristno je omejeno število večjih redov. Hkrati ni smiselno, da bi bile v uporabi majhne družine z zgolj enim rodom.[2]
- Pri klasificiranju se na različnih ravneh uporabljajo kladi, ki so v kasnejših različicah sistema APG dobili tudi svoja imena. Avtorji menijo, da ni smiselno poimenovati prav vseh kladov, pomembnejši pa imajo svoja imena zaradi lažjega sporazumevanja.[2][3]

## APG I (1998)
Kritosemenke, obravnavane v prvi različici sistema APG, sistemu APG I (leta 1998), so postale prva velika skupina organizmov, ki so jih sistematično reklasificirali na podlagi genetskih značilnosti. V študiji je bilo podano mnenje avtorjev, da je potrebna reklasifikacija kritosemenk, ker so tradicionalne sistematske sheme zastarele. Glavni razlog, da so bili obstoječi sistemi tako nezaželeni, je bilo pomanjkanje upoštevanja filogenije taksonov, ki mnogokrat niso bili monofiletski. Avtorji so precej zmanjšali število redov, iz 232 redov kritosemenk v Takhtajanovem sistemu na zgolj 40 redov v sistemu APG I.
Do leta 1998 je bila zgolj peščica družin dodobra preučenih, glavni cilj Skupine za filogenijo kritosemenk pa je bilo raziskovanje redov. Rezultat je bilo filogenetsko drevo, ki je upoštevalo naravne odnose med posamičnimi redovi, medtem ko je bila njihova sestava pomanjkljivo podprta in nejasna.
Med druge pomembnejše spremembe sistema APG I spadajo:
- Formalna, znanstvena imena se ne uporabljajo za ravni nad redovi, temu služijo poimenovani kladi. Tako prave dvokaličnice (evdikote) in enokaličnice niso dobile formalnega ranga, ker njihova uvrstitev v taksonomske kategorije še ni bila raziskana.[2]
- Precejšnje število taksonov, ki so imeli dvomljivo tradicionalno klasifikacijo, je dobilo svoja mesta v sistemu. Kljub temu je ostalo 25 družin z nejasno uvrstitvijo.[2]
- Za nekatere skupine so avtorji podali alternativne klasifikacije, pri katerih je bilo mogoče več družin dojemati kot eno enoto ali vsako posebej. Tako je bilo denimo mogoče družino rosničevke (Fumariaceae) obravnavati kot neodvisno družino ali kot del makovk (Papaveraceae).[2]

Glavna pridobitev sistema APG I je bila opustitev tradicionalne delitve kritosemenk na dve skupini: enokaličnice in dvokaličnice. Enokaličnice so bile sicer priznane za klad, problematična pa je bila skupina dvokaličnic, ki so jo razdelili na monofiletske prave dvokaličnice in preostale skupine. Klasifikacijska shema kritosemenk je bila precej enostavna; del so predstavljali izolirani taksoni (po začetnicah imen družin imenovani tudi ANITA), sledili so kladi enokaličnice, prave dvokaličnice in magnolidni kompleks (magnolide). Prave dvokaličnice so avtorji dalje razdelili na rozide in asteride, pri čemer je vsaka skupina dobila svoji dve podskupini.

## APG II (2003)
Ker so v prvi različici sistema APG avtorji preučili razmerja med redovi, so se lahko v posodobitvi sistema posvetili ravni družin. Posebno pozornost so namenili družinam, ki so veljale za problematične. Študija, ki je predstavila sistem APG II, je bila objavljena leta 2003, v večji meri pa je temeljila na sistemu APG I, ki je doživel nekaj posodobitev.
Klasifikacija je sledila osnovnim načelom, ki so vzpodbujala manjše število monofiletskih redov in družin (recimo združevanje družin z zgolj enim rodom v večjo skupino).
Med pomembnejše spremembe spadajo med drugim:
- Predlagani so bili novi redovi.[6]
- V sistem je bilo uvrščenih precej družin s poprej problematičnim statusom.[6]
- Več pomembnih družin je bilo preoblikovanih.[6]

## APG III (2009)
Sistem APG III, objavljen leta 2009, je predstavljal posodobitev obstoječe različice iz leta 2003. Ogrodje sistema je ostalo nespremenjeno, zmanjšalo pa se je število nerazvrščenih družin in rodov. Predstavljenih je bilo tudi nekaj novih redov in družin. Iz 45 se je število redov povzpelo na 59; le 10 družin še ni bilo uvrščeno v ustrezni red, zgolj dve (Apodanthaceae and Cynomoriaceae) pa sta ostali povsem izven klasifikacijskega sistema.
Med pomembnejše spremembe je spadala tudi težnja po opustitvi nekaterih tradicionalnih družin in njihovi združitvi v večje, monofiletske skupine. Posledično se kritosemenke po sistemu APG III deli na zgolj 415 družin (v primerjavi s 457 družinami iz sistema APG II). Primer sta družina agavovk (Agavaceae) in hijacintovk (Hyacinthaceae), ki sta postali del beluševk/špargljevk (Asparagaceae).

## APG IV (2016)
Ob razvijanju sistema APG IV so na plan prišle nekatere kontroverznosti, povezane z metodologijo. Pri preučevanju evolucijskih odnosov so se uporabljale velike genske banke (z materialom plastidov, mitohondrijev in jedrne DNK). Četrto različico sistema APG so objavili leta 2016. Ogrodje klasifikacijskega sistema je ostalo nespremenjeno, vključenih je bilo nekaj novih redov (Boraginales, Dilleniales, Icacinales, Metteniusales in Vahliales) in družin (Kewaceae, Macarthuriaceae, Maundiaceae, Mazaceae, Microteaceae, Nyssaceae, Peraceae, Petenaeaceae in Petiveriaceae), določene družine so bile preurejene (podraščevke, Aristolochiaceae, sedaj vključujejo Lactoridaceae in Hydnoraceae; v Restionaceae spadata Anarthriaceae in Centrolepidaceae; ter pušpanovke, Buxaceae, so nadskupina Haptanthaceae). Zaradi problemov poimenovanja se namesto Xanthorrhoeaceae uporablja družinsko ime Asphodelaceae in namesto Melianthaceae (kamor sedaj spada tudi Vivianiaceae) se družina imenuje Francoaceae. V sistemu APG IV je tako 64 redov in 416 družin. Poimenovana sta bila dva dodatna neformalna klada, superrozide in superasteride.

## Posodobitve
Peter Stevens, eden izmed avtorjev sistema APG, ureja spletno stran Angiosperm Phylogeny Website (APWeb), ki se redno posodablja že od leta 2001 in omogoča dostop do zadnjih raziskav s področja filogenije kritosemenk.

### APG
- Byng, James W; Chase, Mark; Christenhusz, Maarten; Stevens, Peter (2016). »Angiosperm phylogeny classification of flowering plants (APG IV) with the families organized alphabetically within orders«. Botanical Journal of the Linnean Society. 181.
- Chase, Mark W.; Reveal, James L. (2009), »A phylogenetic classification of the land plants to accompany APG III«, Botanical Journal of the Linnean Society, 161 (2): 122–127, doi:10.1111/j.1095-8339.2009.01002.x
- Christenhusz, Maarten J.M.; Vorontsova, Maria S.; Fay, Michael F.; Chase, Mark W. (Avgust 2015), »Results from an online survey of family delimitation in angiosperms and ferns: recommendations to the Angiosperm Phylogeny Group for thorny problems in plant classification«, Botanical Journal of the Linnean Society, 178 (4): 501–528, doi:10.1111/boj.12285
- Haston, Elspeth; Richardson, James E.; Stevens, Peter F.; Chase, Mark W.; Harris, D.J. (2009), »The Linear Angiosperm Phylogeny Group (LAPG) III: a linear sequence of the families in APG III«, Botanical Journal of the Linnean Society, 161 (2): 128–131, doi:10.1111/j.1095-8339.2009.01000.x
- Reveal, J.L.; Chase, M.W. (2011). »APG III: Bibliographical Information and Synonymy of Magnoliidae« (PDF). Phytotaxa. 19: 71–134. doi:10.11646/phytotaxa.19.1.4.
- Haston, E.; Richardson, J.E.; Stevens, P.F.; Chase, M.W.; Harris, D.J. (2007), »A linear sequence of Angiosperm Phylogeny Group II families«, Taxon, 56 (1): 7–12
- Haston, Elspeth; Richardson, James E.; Stevens, Peter F.; Chase, Mark W.; Harris, David J. (2009). »The Linear Angiosperm Phylogeny Group (LAPG) III: a linear sequence of the families in APG III«. Botanical Journal of the Linnean Society. 161 (2): 128–131. doi:10.1111/j.1095-8339.2009.01000.x.
- Spears, Priscilla (2006), A tour of the flowering plants based on the classification system of the Angiosperm phylogeny group, St. Louis, Mo.: Missouri Botanical Garden Press, ISBN 978-1-930723-48-1
- Stevens, P.F. (2015) [1st. Pub. 2001], Angiosperm Phylogeny Website, pridobljeno 11. junija 2016
- Cole, Theodor C.H. (2015), »Angiosperm Phylogeny Group (APG) in jeopardy – Where have the flowers gone?«, PeerJ PrePrints: 3:e1517, doi:10.7287/peerj.preprints.1238v1
- Cole, Theodor C. H.; Hilger, Hartmut H.; Stevens, Peter F. (Maj 2019), Angiosperm Phylogeny: Flowering Plant Systematics, doi:10.7287/peerj.preprints.2320v6, pridobljeno 29. novembra 2019
- Fay, Michael (9. maj 2016). »APG - classification by consensus«. Royal Botanic Gardens Kew. Pridobljeno 27. maja 2019.
- »As easy as APG III - Scientists revise the system of classifying flowering plants«, Kew News, Royal Botanic Gardens, Kew, 22. oktober 2009, arhivirano iz prvotnega spletišča dne 4. oktobra 2015, pridobljeno 27. novembra 2015

APG I-IV (1998–2016)
- Angiosperm Phylogeny Group (1998), »An ordinal classification for the families of flowering plants«, Annals of the Missouri Botanical Garden, 85 (4): 531–553, doi:10.2307/2992015, JSTOR 2992015
- Angiosperm Phylogeny Group II (2003), Bremer, B., K. Bremer, M.W. Chase, J.L. Reveal, D.E. Soltis, P.S. Soltis & P.F. Stevens, »An update of the Angiosperm Phylogeny Group classification for the orders and families of flowering plants: APG II« (PDF), Botanical Journal of the Linnean Society, 141 (4): 399–436, doi:10.1046/j.1095-8339.2003.t01-1-00158.x
- Angiosperm Phylogeny Group III (2009), Bremer, B., K. Bremer, M.W. Chase, M.F. Fay, J.L. Reveal, D.E. Soltis, P.S. Soltis & P.F. Stevens, »An update of the Angiosperm Phylogeny Group classification for the orders and families of flowering plants: APG III«, Botanical Journal of the Linnean Society, 161 (2): 105–121, doi:10.1111/j.1095-8339.2009.00996.x
- Angiosperm Phylogeny Group IV (2016). »An update of the Angiosperm Phylogeny Group classification for the orders and families of flowering plants: APG IV«. Botanical Journal of the Linnean Society. 181 (1): 1–20. doi:10.1111/boj.12385.